# Lake Nacimiento
Lake Nacimiento és una concentració de població designada pel cens dels Estats Units a l'estat de Califòrnia. Segons el cens del 2000 tenia 2.176 habitants.

## Demografia
Segons el cens del 2000, Lake Nacimiento tenia 2.176 habitants, 904 habitatges, i 676 famílies. La densitat de població era de 113,2 habitants/km².
Dels 904 habitatges en un 26,9% hi vivien nens de menys de 18 anys, en un 64,6% hi vivien parelles casades, en un 6,2% dones solteres, i en un 25,2% no eren unitats familiars. En el 19,1% dels habitatges hi vivien persones soles el 6,1% de les quals corresponia a persones de 65 anys o més que vivien soles. El nombre mitjà de persones vivint en cada habitatge era de 2,41 i el nombre mitjà de persones que vivien en cada família era de 2,74.
Per edats la població es repartia de la següent manera: un 21,6% tenia menys de 18 anys, un 4,9% entre 18 i 24, un 26,3% entre 25 i 44, un 29,8% de 45 a 60 i un 17,4% 65 anys o més.
L'edat mediana era de 43 anys. Per cada 100 dones de 18 o més anys hi havia 103,1 homes.
La renda mediana per habitatge era de 54.958 $ i la renda mediana per família de 57.206 $. Els homes tenien una renda mediana de 41.447 $ mentre que les dones 34.219 $. La renda per capita de la població era de 22.798 $. Entorn del 2,6% de les famílies i el 4,7% de la població estaven per davall del llindar de pobresa.

## Poblacions més properes
El següent diagrama mostra les poblacions més properes.